# Egesina laosiana
Egesina laosiana là một loài bọ cánh cứng trong họ Cerambycidae.